# Не Вэйпин
Не Вэйпи́н (кит. трад. 聶衛平, упр. 聂卫平, пиньинь Niè Wèipíng, в российских печатных источниках встречается ошибочная транскрипция — «Ни Вэйпин», род. 17 августа 1952) — китайский профессиональный игрок 9 дана по го, обладатель многих китайских титулов го.

## Биография
Не Вэйпин начал изучать го в возрасте 9 лет. В 1979 году он выиграл Чемпионат мира по го среди любителей. В 1982 он получил высший разряд 9 профессионального дана. Не Вэйпин стал известен в мире го после серии Суперматчей между Китаем и Японией, победив 11 ведущих японских го-профессионалов одного за другим, включая своего учителя Хидэюки Фудзисаву, в матчах на вылет после того, как другие китайские игроки были побеждены японцами. За эту серию он получил прозвище «Железный Голкипер». С 1993 по 1999 годы Не Вэйпин был главным тренером национальной сборной Китая, в 1999 оставил эту должность и основал «Центр Вэйци Не Вэйпина», предназначенный для обучения молодых игроков.

## Титулы
Не Вэйпин занимает 4 место по количеству завоёванных титулов го в Китае.
| Китай                    | Китай                           | Китай                |
| Титул                    | Победитель                      | Финалист             |
| ------------------------ | ------------------------------- | -------------------- |
| Минжэнь                  |                                 | 1 (1991)             |
| Тяньюань                 | 2 (1991, 1992)                  | 3 (1987, 1993, 1995) |
| Кубок CCTV Cup           | 2 (1993, 1997)                  | 3 (1989, 1992, 1995) |
| Национальное первенство  | 6 (1975, 1977—1979, 1981, 1983) |                      |
| New Sports Cup           | 8 (1979—1983, 1988—1990)        | 2 (1984, 1991)       |
| Циван                    | 1 (1995)                        | 1 (1996)             |
| Всего                    | 19                              | 9                    |
| Континентальные          |                                 |                      |
| Титул                    | Победитель                      | Финалист             |
| Китайско-Японский Тэнгэн | 1 (1992)                        |                      |
| Всего                    | 1                               | 0                    |
| Международные            |                                 |                      |
| Кубок Инга               |                                 | 1 (1988)             |
| Кубок Fujitsu            |                                 | 1 (1990)             |
| Кубок Tong Yang          |                                 | 1 (1995)             |
| Всего                    | 0                               | 3                    |
| Общее количество         |                                 |                      |
| Всего                    | 20                              | 12                   |